# Eruguera encaputxada
L'eruguera encaputxada (Coracina longicauda) és una espècie d'ocell de la família dels campefàgids (Campephagidae). Habita la vegetació espesa i bosc de les muntanyes del centre de Nova Guinea, al districte de Sudirman, terres altes centrals i la península de Huon.